# Apeadero de Aldão-São Torcato
El Apeadero de Aldão-São Torcato fue una infraestructura de la Línea de Guimarães, que servía las poblaciones de Aldão y São Torcato, en el Ayuntamiento de Guimarães, en Portugal.

## Caracterización
En 1984, este apeadero fue utilizado por servicios regionales entre Guimarães y Fafe, operados por la compañía de Caminhos de Ferro Portugueses.

## Historia
La autorización para construir y explorar el tramo de vía métrica entre Guimarães y Fafe, en el cual este apeadero se insertaba, fue atribuida a la Compañía del Camino de Hierro de Guimarães el 22 de noviembre de 1901.
En 1932, este apeadero se encontraba previsto que fuera construido, en el Lugar de Monte Largo. La Comisión de Iniciativa de Turismo de Guimarães procuraba que este fuese denominado São Torcato, pero, debido al hecho de ya existir una estación con este nombre, la Compañía de los Ferrocarriles del Norte de Portugal decidió ponerle el nombre de Aldão.
El Apeadero fue, junto con el resto del tramo entre Guimarães y Fafe, retirado del servicio el 1 de enero de 1990.